# Microdaphne morrisoni
Microdaphne morrisoni is een slakkensoort uit de familie van de Raphitomidae. De wetenschappelijke naam van de soort is voor het eerst geldig gepubliceerd in 1980 door Rehder.